# Tepotzotlán (region)
Tepotzotlán (spanska: Región XIV Tepotzotlán) är en region i delstaten Mexiko i Mexiko bildad 2015.
Den gränsar till regionerna Atlacomulco i väst, Zumpango i norr, Ecatepec i ost samt Tultitlán och Cuautitlán Izcalli i syd.
Kommunen Tepotzotlán tillhörde tidigare regionen Zumpango.

## Kommuner i regionen
Regionen består av sju kommuner (2020).
- Coyotepec
- Jaltenco
- Melchor Ocampo
- Nextlalpan
- Tepotzotlán
- Tonanitla
- Teoloyucan